# Boarmia menetriesi
Boarmia menetriesi är en fjärilsart som beskrevs av Otto Staudinger 1871. Boarmia menetriesi ingår i släktet Boarmia och familjen mätare. Inga underarter finns listade i Catalogue of Life.